# カルトロップ

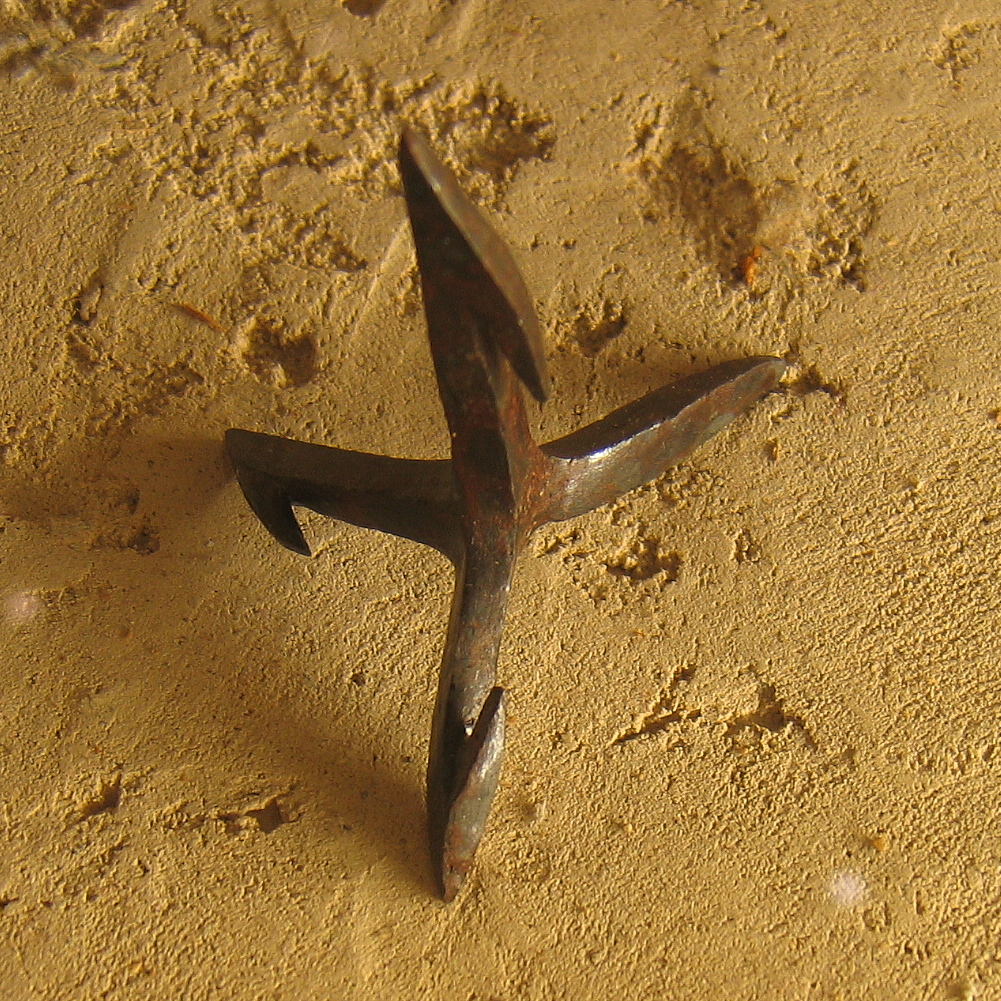
ドイツのWestfälisches Museum für Archäologieに展示されているローマン カルトロップ

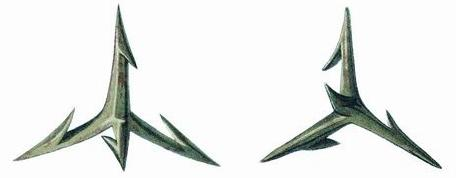
16世紀ロシアのカルトロップ

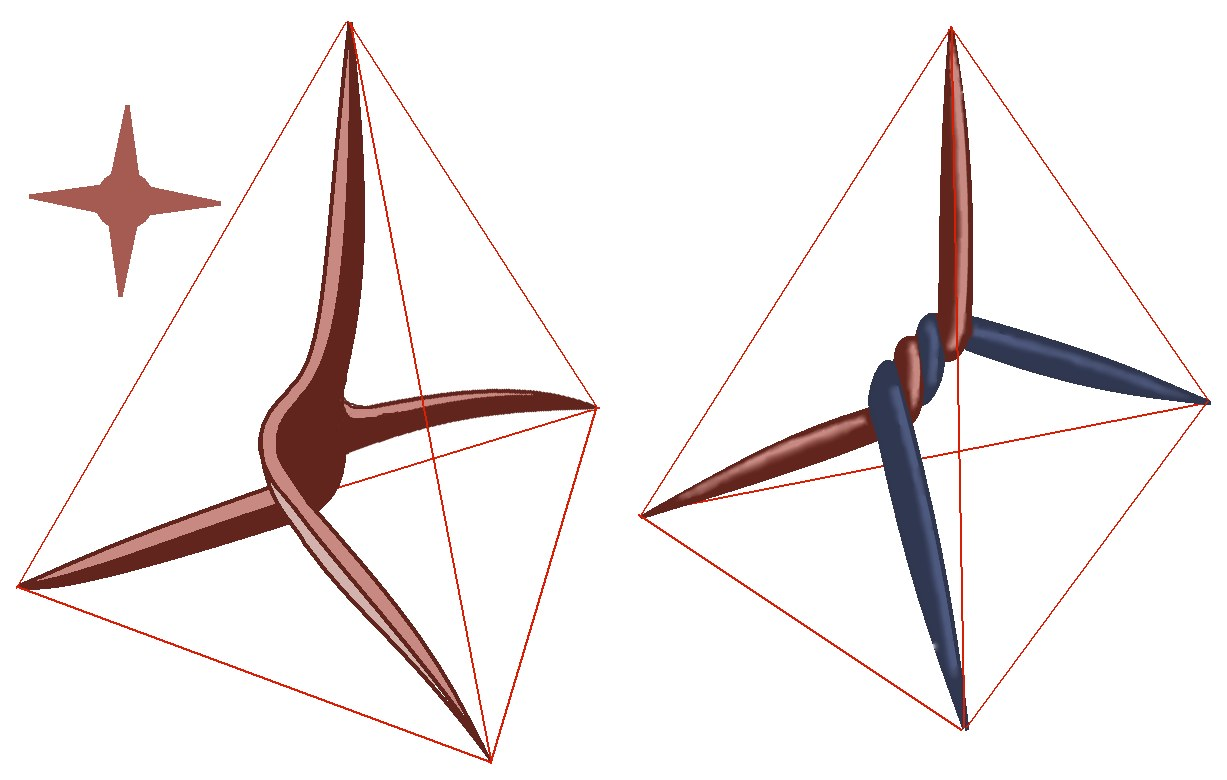
カルトロップの例

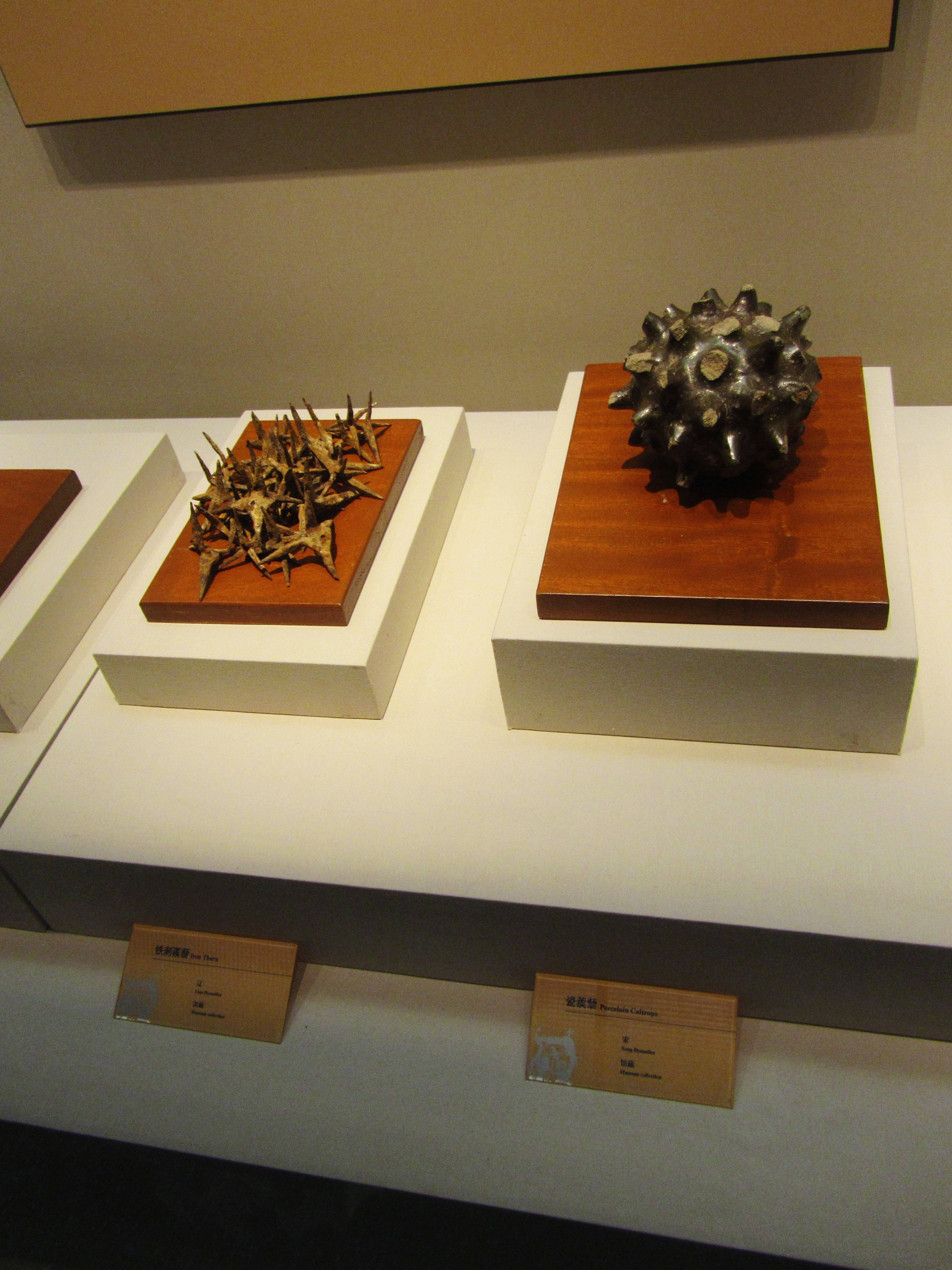
中国徐州博物館所蔵、遼代の铁刺蒺藜、宋代の瓷蒺藜

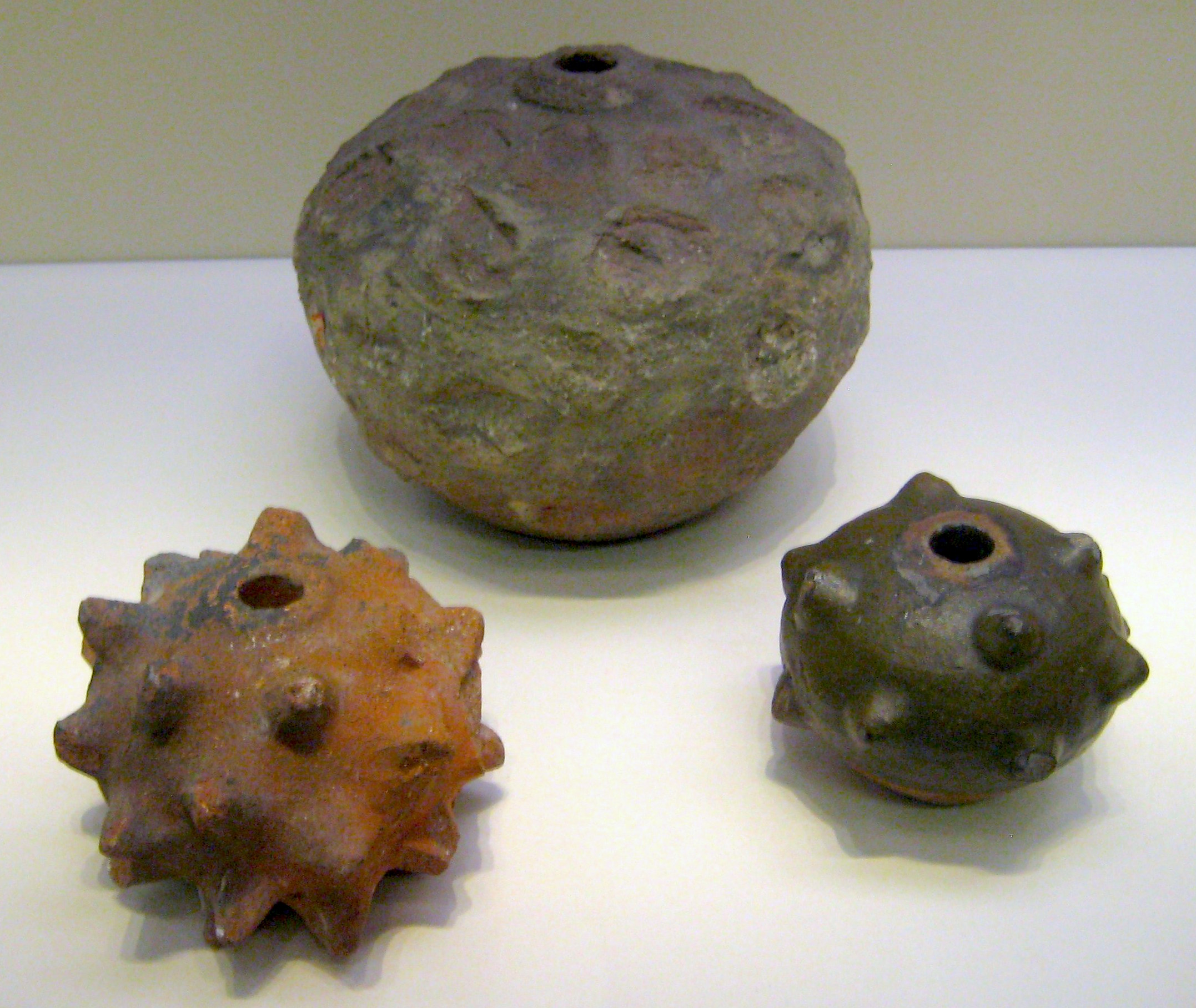
元の時代に使われた火薬使用の物

カルトロップ(caltrop、または caltrap, galtrop, cheval trap, galthrap, galtrap, calthrop, jackrock, crow's foot)とは、西洋で使われた撒菱（まきびし）である。
2つ以上の鋭いスパイクを持ち、常に1つは地面から上を向くような形状（例えば三角錐のように）をしており、それらを地面に撒くことで、馬、戦象、人間の部隊の足の裏に怪我を負わせる、または歩行を妨害し移動速度を下げることを狙った兵器である。特に、ラクダの柔らかい足に効果的であった。近代でも、車のタイヤをターゲットに用いられている。

## 語源
ラテン語のcalcitrapa（「足への罠」といった意味の語）を語源とする。フランス語のchausse-trapeも同様である。
ローマ時代の名称「tribulus」は、ハマビシ（Tribulus terrestris、ハマビシ科）の由来ともなっており、この植物の種子は足に怪我を負わせたり、タイヤをパンクさせることがある。この植物は、「caltrop」を名前の由来とするムラサキイガヤグルマギク（Centaurea calcitrapa、キク科ヤグルマギク属）と良く比べられる。
カルトロップと同様の形状を持つ水草は、Water caltrop(ヒシ) と呼ばれる。ヒシの近縁種オニビシ、ヒメビシは、忍者が撒菱（天然菱）として携帯していたとされる。通常ヒシは棘が2つで使用できないが、この近縁種は棘が4つで1つは必ず上を向くようになっている。

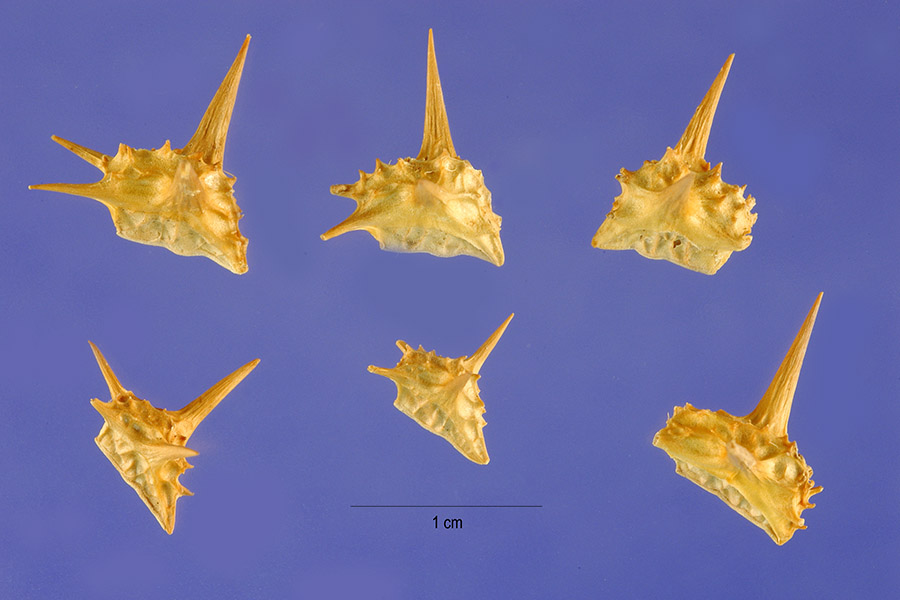
（参考）ハマビシの種子
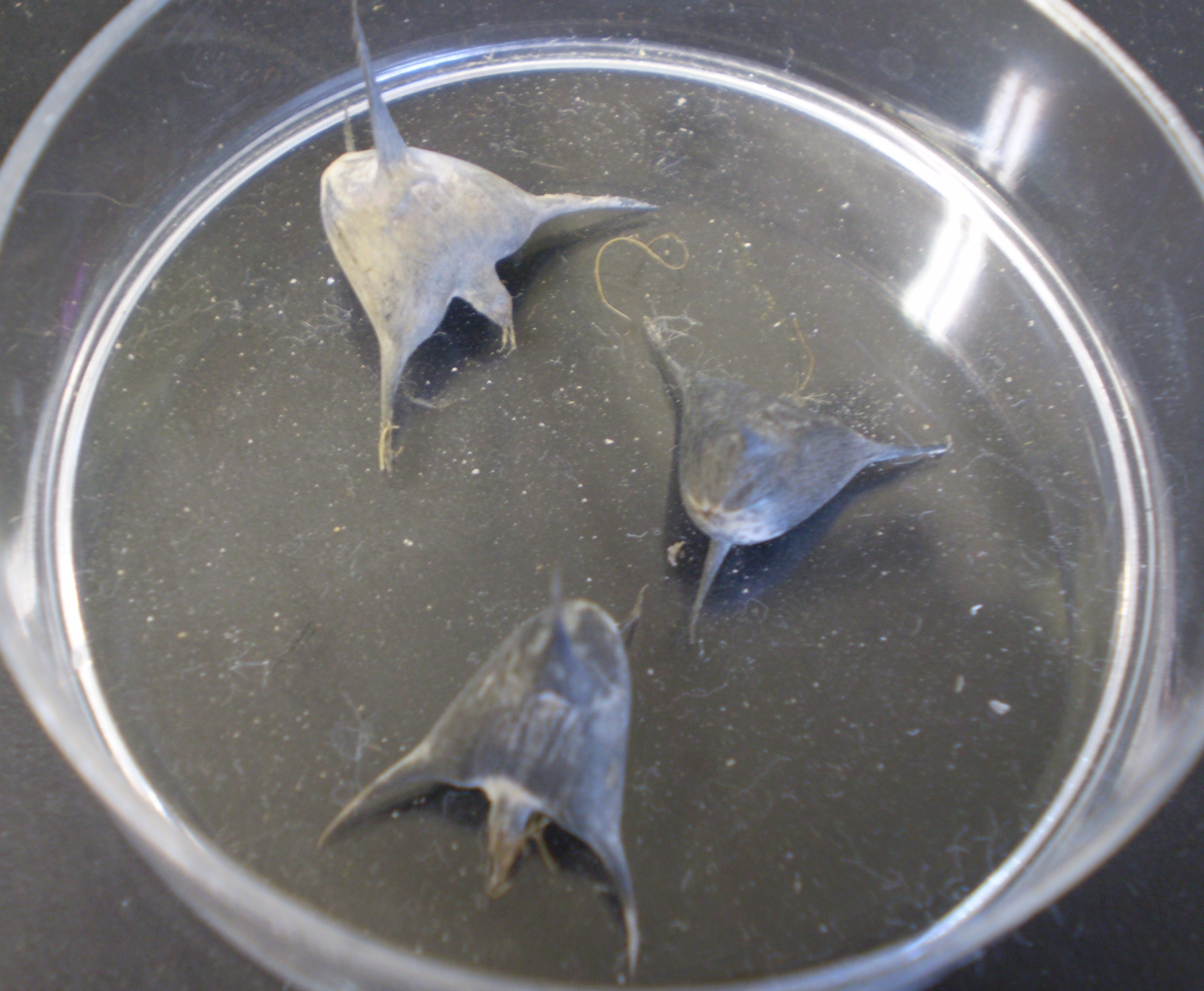
（参考）ヒメビシの種子
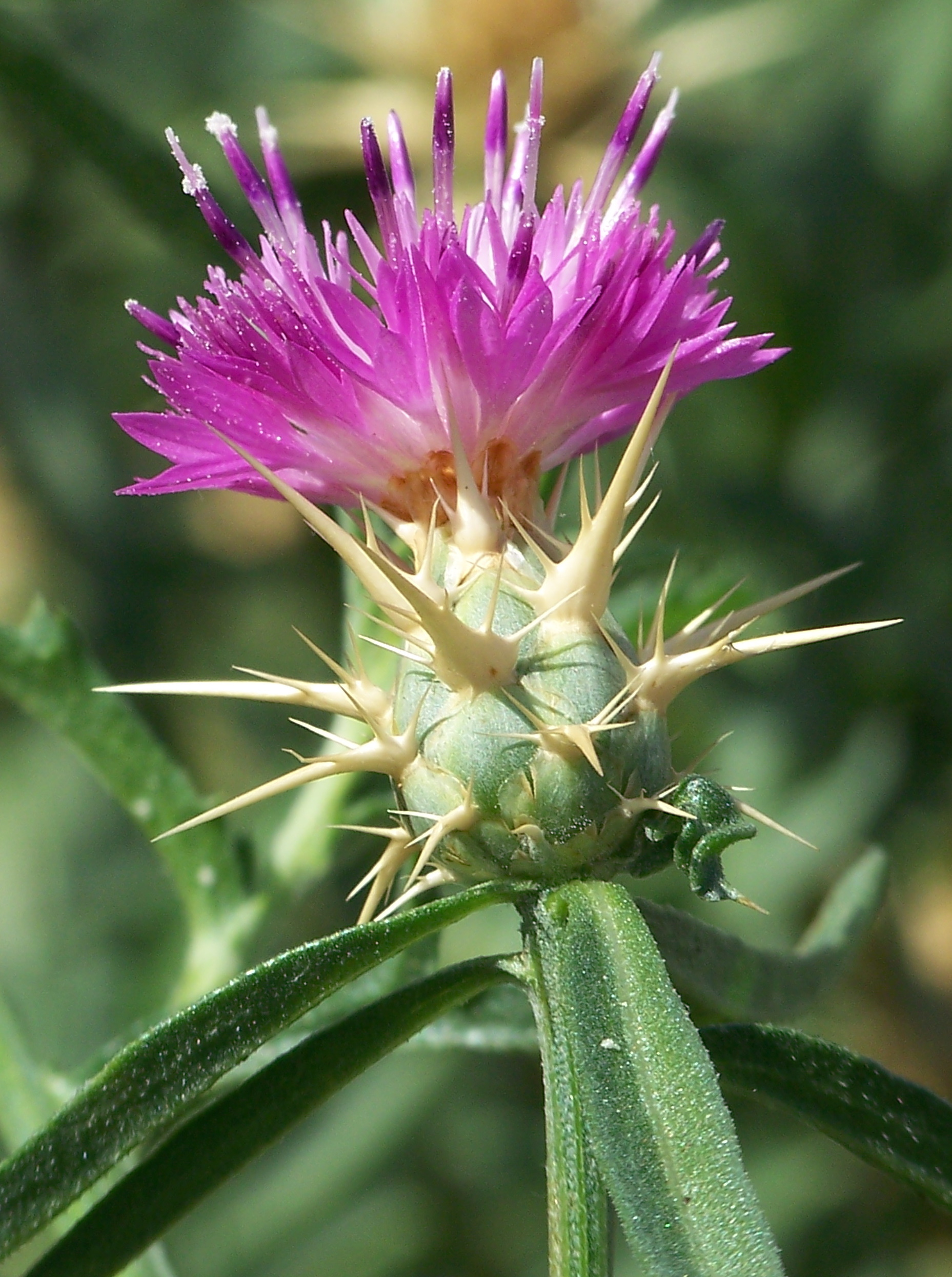
ムラサキイガヤグルマギク
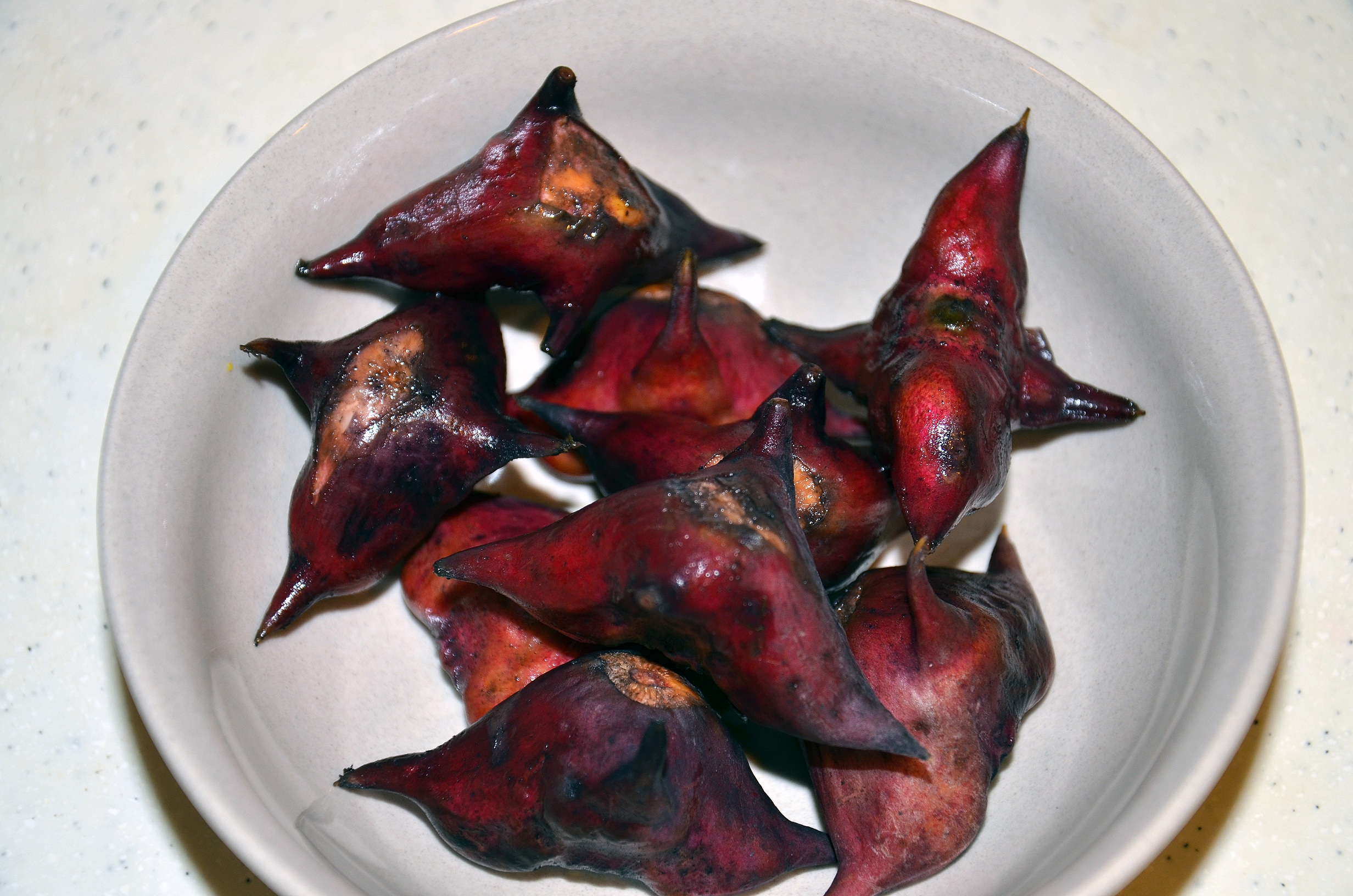
Water caltrop (T. natans)の種

## 歴史
1世紀のローマ人歴史家クイントス・クルティウス・ルフスの著作「アレキサンダー大王の歴史IV.13.36」には、早くとも紀元前331年に鉄のカルトロップが、ペルシャのガウガメラの戦いでアレクサンドロス3世に対抗するダレイオス3世によって使われたと記述されている。
ローマでは、それらはtribulusもしくは murex ferreus,と呼ばれ、後者は「ギザギザの鉄」を意味する。 それらは紀元前53年のカルラエの戦いでも使用された。
4世紀ごろのローマ帝国の軍事学者ウェゲティウスは著作「軍事論」で鎌戦車にこう記している。

### 近代

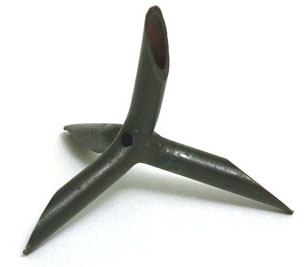
米国戦略諜報局によって、タイヤの空気を抜くために使用された「中空パイプで作られたカルトロップ」

第二次世界大戦では、効果的にかつ広範囲に使われた。ドイツ軍は、crowsfeetと呼ばれる2枚の板金を組み合わせて迷彩色で塗装したものを76 mmもしくは64 mmで製作した。それらを500 kgの爆弾と同じ大きさの容器に詰め、タイヤをパンクさせるため道路や飛行場の上空で投下し、空中で爆発させ散布した。
同時期、米国特殊作戦執行部と戦略諜報局によって数々の変種が作られた。開発されたものは、今日でも対車両用や、朝鮮戦争では靴底が薄かった中国軍に対しても使われた。
南米のいくつかの都市ゲリラは、「ミゲリト（ miguelito ）」と呼び、伏撃後の追跡を撒くために使用した。また、強盗団が車両をパンクさせ、修理のために降りた人を襲う「まきびし強盗」や、その他の犯罪に使用された事例がある。
アメリカのキャタピラー社の1990年代半ばのストライキで使用され、ピケットラインを横切る車両のタイヤをパンクさせた。会社と労働組合のどちらによるものか不明なため、互いに罵り合う事となった。スクールバスや運送業者などが巻き添え被害をこうむった。 イリノイ州の州議会は、このような器具の所有を軽犯罪にする法律を可決した。

## シンボル
カルトロップには様々な象徴的な使い方があり、一般的には紋章学でチャージに使われる。

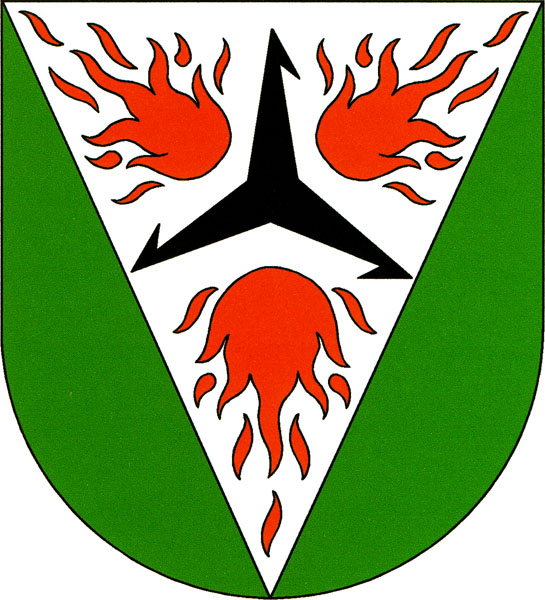
チェコ共和国 オフニーチュ（ドイツ語版）
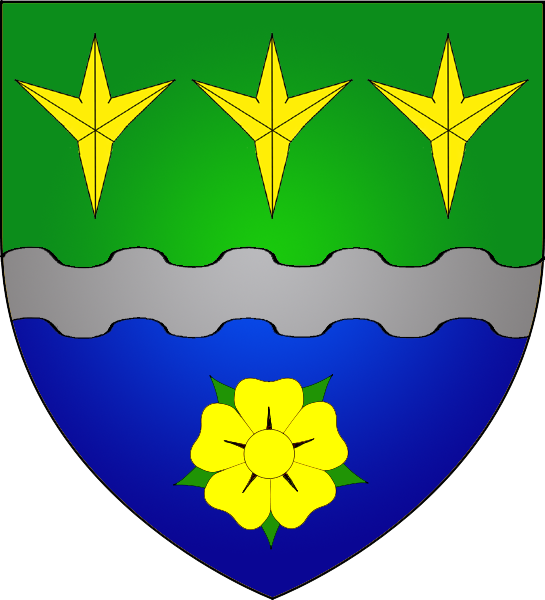
ルクセンブルク バッシュルイードン（ドイツ語版）
フランスネゼル（英語版）
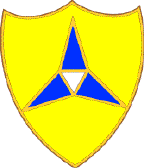
アメリカ陸軍第3軍団（en)